# دهستان کشیت
کشیت، دهستانی از توابع بخش گلباف شهرستان کرمان در استان کرمان ایران است.

## آبادی ها
■دارای سکنه
▪︎کشیت
▪︎حرمک
▪︎نسک
▪︎خشتو
■فاقد سکنه
▪︎ ده حسنعلی
▪︎علی آباد
▪︎آبگرمو

## جمعیت
براساس سرشماری سال ۱۳۸۵جمعیت آن ٣٬۰۵۵نفر (۴۸۱خانوار) بوده‌است.